# Stylidium pendulum
Stylidium pendulum är en tvåhjärtbladig växtart som beskrevs av G.J. Keighery. Stylidium pendulum ingår i släktet Stylidium och familjen Stylidiaceae. Inga underarter finns listade i Catalogue of Life.